# První vláda Konrada Adenauera
První vláda Konrada Adenauera byla vláda SRN v období Západního Německa, působila od 20. září 1949 do 20. října 1953. Jednalo se o první poválečnou vládu, byla zformována po federálních volbách v roce 1949. Tvořila ji koalice liberálně konzervativní křesťanskodemokratické CDU/CSU, liberální středo-pravicové FDP a pravicové DP.

## Seznam členů vlády
| Portfej                                             | Ministr                               | Strana | Strana |
| --------------------------------------------------- | ------------------------------------- | ------ | ------ |
| Spolkový kancléř                                    | Konrad Adenauer                       |        | CDU    |
| Zástupce spolkového kancléře                        | Franz Blücher                         |        | FDP    |
| Ministr zahraničních věcí od 15. března 1951        | Konrad Adenauer                       |        | CDU    |
| Ministr vnitra                                      | Gustav Heinemann do 11. října 1950    |        | CDU    |
| Ministr vnitra                                      | Robert Lehr od 11. října 1950         |        | CDU    |
| Ministr spravedlnosti                               | Thomas Dehler                         |        | FDP    |
| Ministr financí                                     | Fritz Schäffer                        |        | CSU    |
| Ministr hospodářství                                | Ludwig Erhard                         |        | CDU    |
| Ministr výživy, zemědělství a lesů                  | Wilhelm Niklas                        |        | CSU    |
| Ministr práce                                       | Anton Storch                          |        | CDU    |
| Ministr dopravy                                     | Hans-Christoph Seebohm                |        | DP     |
| Ministr spojů od 1. dubna 1950 Ministr pošt a spojů | Hans Schuberth                        |        | CSU    |
| Ministr bytové výstavby                             | Eberhard Wildermuth do 9. března 1952 |        | FDP    |
| Ministr bytové výstavby                             | Fritz Neumayer od 15. července 1952   |        | FDP    |
| Ministr pro záležitosti odsunutých                  | Hans Lukaschek                        |        | CDU    |
| Ministr pro celoněmeckou problematiku               | Jakob Kaiser                          |        | CDU    |
| Ministr pro záležitosti Spolkové rady               | Heinrich Hellwege                     |        | DP     |
| Ministr pro záležitosti Marshallova plánu           | Franz Blücher                         |        | FDP    |